# Góry Trzebiatowskie
Góry Trzebiatowskie [pronunciación en polaco: /ˈɡurɨ tʂɛbjaˈtɔfskʲɛ/] es un pueblo ubicado en el distrito administrativo de Gmina Mniszków, dentro del condado de Opoczno, Voivodato de Łódź, en el centro de Polonia. Se encuentra a unos 6 kilómetros al norte de Mniszków, a 20 kilómetros al oeste de Opoczno, y a 55 kilómetros al sureste de la capital regional Łódź.